# Dee Dee
Dee Dee ist eine Trance-Formation aus Belgien, die im Jahr 2001 gegründet wurde. Die Gruppe bestand aus Tommie Kidjemet, Christophe Chantzis und Erik Vanspauwen, die auch als Songwriter und Produzenten für Ian van Dahl fungieren.

## Geschichte
Die erste Single der Gruppe Dee Dee, Forever, stieg in Belgien sofort in Top-3 der Dance Charts ein. Die Single schaffte es international in die Charts. Die nachfolgende Single The One wurde kurz darauf veröffentlicht und war noch ein kleinerer Hit in Großbritannien. Ein für den Sommer 2003 geplantes Album wurde nie veröffentlicht. Die französische Version von Forever, Pour toujours, wurde im Jahr 2003 in Frankreich ein Hit.
2008 wurde eine neue Version des Songs The One mit Mike Nero namens The One 2009 veröffentlicht.
Im Jahre 2009 erschien der Song Love Will Raise Again in Zusammenarbeit mit den 2 Vibez (2 Vibez feat. Dee Dee), in dem der für Dee Dee typische Gesang mit sehr melodischen Einlagen zur Geltung kommt. Bisher ist der Song im Kindervater Edit nur auf der Kompilation Future Trance veröffentlicht worden.
Bald darauf wurde außerdem der Song I Want You Back in Kooperation mit Ray & Snyder veröffentlicht. Die Originalversionen (Original Mix und Radio Edit) dieser Dee Dee-Single wurden von Van Snyder (Ray & Snyder) produziert.
Dee Dee veröffentlichten zahlreiche Remixe für Ian van Dahl und Revil O.

## Diskografie
Singles
- 2001: Forever
- 2002: The One
- 2003: Pour toujours
- 2008: The One 2009 (Mike Nero feat. Dee Dee)
- 2009: Love Will Rise Again (Kindervater Radio Edit) bei Future Trance/Dream Dance Vol.51
- 2010: I Want You Back (Dee Dee feat. Ray & Snyder)
- 2010: The Day After (Will I Be Free) (Roni Meller feat. Dee Dee)